# Skagway (rivière)
Pour l’article homonyme, voir Skagway.

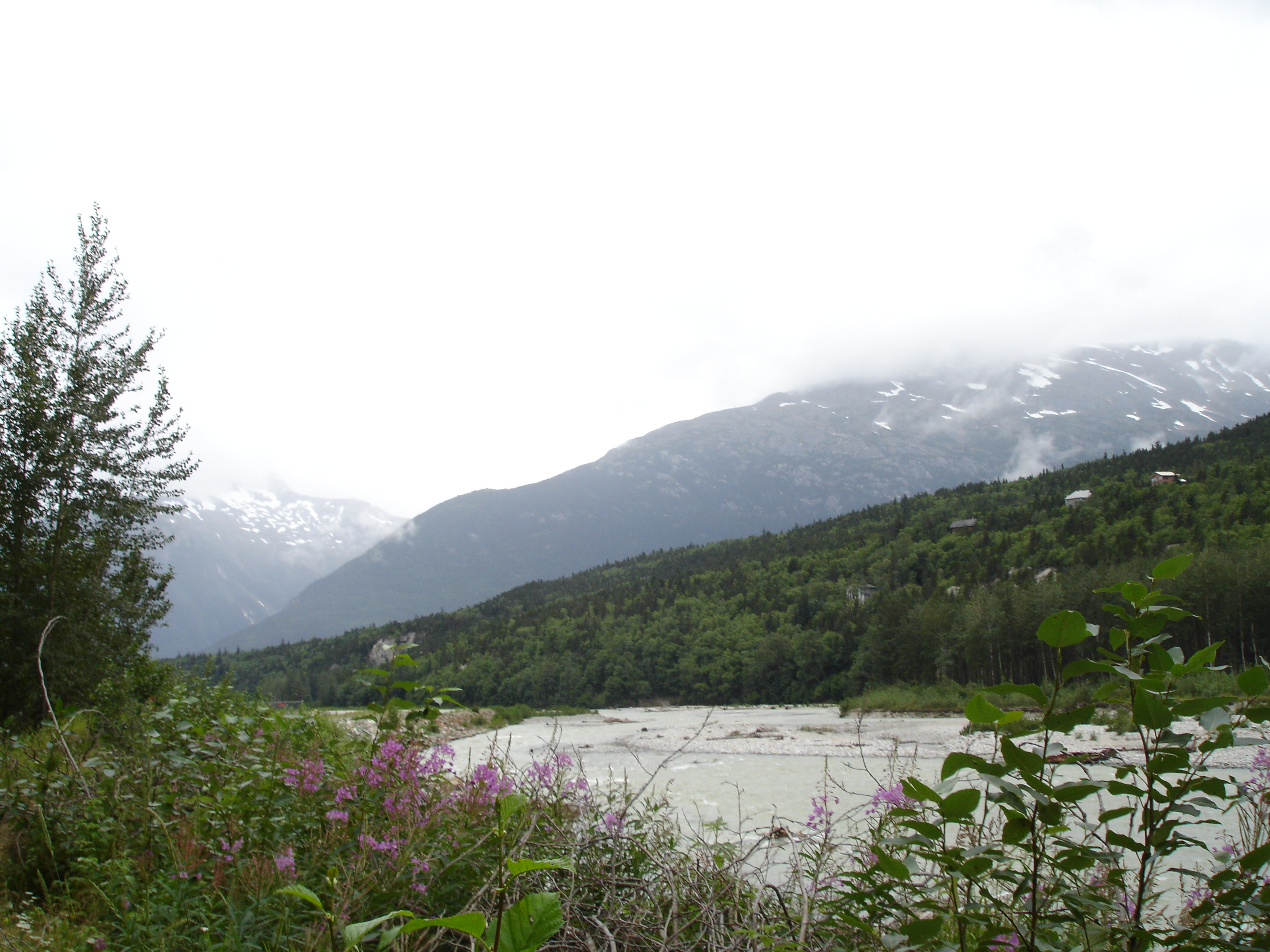
Rivière Skagway.

La rivière Skagway est un cours d'eau d'Alaska, aux États-Unis dans la région de Skagway, et de Colombie-Britannique au Canada.

## Description
Elle prend sa source en Colombie-Britannique dans un glacier et coule en direction du sud-ouest le long de la frontière entre le Canada et l'Alaska, jusqu'à Taiya Inlet à 0,4 milles (1 km)  au sud-ouest Skagway.
Son nom indien qui signifie la maison du vent du nord (home of the north wind), a été référencé par Aurel et Krause en 1883.

## Sources
- (en) « Skagway (rivière) », Geographic Names Information System